# Jata Chhapar
Jata Chhapar é uma vila no distrito de Chhindwara, no estado indiano de Madhya Pradesh.

## Demografia
Segundo o censo de 2001, Jata Chhapar tinha uma população de 3455 habitantes. Os indivíduos do sexo masculino constituem 52% da população e os do sexo feminino 48%. Jata Chhapar tem uma taxa de literacia de 69%, superior à média nacional de 59,5%: a literacia no sexo masculino é de 77% e no sexo feminino é de 62%. Em Jata Chhapar, 12% da população está abaixo dos 6 anos de idade.